# Brezovica, Velika Polana
Brezovica este o localitate din comuna Velika Polana, Slovenia, cu o populație de 217 locuitori.